# صحيفة الشعب اليومية
صحيفة الشعب اليومية (بالصينية التقليدية: 人民日報؛ المبسطة: 人民日报؛ بينيين: Rénmín Rìbào) هي صحيفة صينية، وهي لسان حال اللجنة المركزية في الحزب الشيوعي الصيني، توزع الصحيفة على مستوى العالم، مع تداول يقدر بحوالي 3 إلى 4 ملايين. بالإضافة إلى إصدارتها باللغة الصينية، للصحيفة إصدارات بالعربية والإنجليزية والفرنسية واليابانية والإسبانية والروسية. وبما أنها لسان حال اللجنة المركزية في الحزب الشيوعي، تقدم معلومات مباشرة عن سياسات ووجهات نظر الحزب.
تأسست الصحيفة في 15 يونيو 1948 لتكون نشرة مكتب اللجنة المركزية للجزب الشيوعي لشمال الصين، وكتب ماو تسي تونغ عنوانها بخط يده. وتقرر في الأول من أغسطس 1949 تحويلها إلى الجريدة الرسمية للجنة المركزية للحزب الشيوعي الصيني.

## وصلات خارجية
- صحيفة الشعب اليومية باللغة الصينية
- صحيفة الشعب اليومية باللغة العربية